# زنباء متناصفة
زنباء متناصفة (الاسم العلمي: Pangonius dimidiatus) هو نوع من الحشرات يتبع جنس الزنباء من الفصيلة النعرية.